# Shontelle
Shontelle Layne (n. 3 octombrie 1985), mai cunoscută sub numele de Shontelle, este o cântăreață și textieră din Barbados. În anul 2005 ea a compus înregistrarea „Roll It Gal” pentru solista Alison Hinds, același cântec fiind lansat ulterior de Shontelle în anul 2007, alături de formația J-Status și de interpreta Rihanna. Primul album al cantautoarei, Shontelligence, a fost lansat în noiembrie 2008, el fiind precedat de promovarea discului single „T-Shirt”, acesta devenind un șlagăr de top 10 în Regatul Unit. Vânzările materialului discografic au fost scăzute, în ciuda faptului că au mai fost lansate alte două cântece — „Stuck with Each Other” și „Battle Cry”.
Începând cu vara anului 2009, solista a început înregistrările pentru cel de-al doilea album din cariera sa, materialul urmând a fi lansat în luna aprilie a anului 2010. Primul single al discului în Europa este compoziția „Licky (Under the Covers)”, în timp ce în S.U.A a început promovarea cântecului „Impossible”.

## Anii copilăriei și primele activități muzicale
Shontelle s-a născut pe data de 3 octombrie 1985 în orașul Bridgetown din statul insular Barbados, părinții săi fiind Raymond și Beverley Layn. Ea este cea mai în vârstă dintre cei trei copii ai familiei, solista având încă două surori Rayana și Rhea. În timpul anilor de școală, aceasta a avut rezultate bune, participând și la o serie de competiții sportive. În adolescență ea s-a înrolat într-un program militar, care organiza antrenamente alături de militarii din Barbados, printre cadeți numărându-se și cântăreața Rihanna, cu care stabilise o legătură încă din perioada liceului.
Ulterior, interpreta a participat la cursurile organizate de Universitatea Indiilor de Vest, unde a studiat dreptul și filozofia. Cu toate că obținuse rezultate deosebite în timpul pregătirii profesionale, solista a preferat să înceapă o carieră în muzică. Ea a fost încurajată de mătușa sa, Kim Derrick, o interpretă notorie din Barbados, încă de la o vârstă fragedă. Ea a realizat versurile primului său cântec la vârsta de zece ani, acesta intitulându-se „I Love You”. La scurt timp după intrarea la colegiu, Shontelle a început să primească ajutorul managerului Sonia Mullins, ea urmând să o ajute în viitoarea sa carieră. În anul 2005 a realizat compoziția „Roll It Gal”, ce a fost promovară inițial de Alison Hinds, înregistrarea având să devină unul dintre cele mai mari succese ale anului 2005 în zona caraibeană.
Producătorii Evan Rogers și Carl Sturken de la casa de discuri SRP Records au fost impresionați de cântec, considerând faptul că s-ar putea bucura de succes la nivel mondial. Ei au început să o caute pe terxtiera piesei, pentru a o ajuta să lanseze o preluare a înregistrării inițiale, Rogers declarându-se încântat de descoperirea făcută, el afirmând: „noi nu puteam să credem că ea era o cântăreață atât de bună și atât de tânără și frumoasă și nu fusese descoperită încă”.

## Cariera muzicală

### 2007—2009: Debutul discografic cu «Shontelligence»
După ce a semnat un contract de promovare, solista a început înregistrările pentru primul său material discografic de studio. Cântecele ce urmau a fi incluse pe albumul de debut al lui Shontelle au fost compuse într-un interval de șase luni, sesiunile fiind realizate atât în Barbados, cât și într-o serie de orașe americane, precum Atlanta, Los Angeles sau New York. Primul disc single lansat de pe viitorul material, „T-Shirt”, a fost trimis posturilor de radio în vara anului 2008. În urma campaniei de promovare de care a beneficiat, cântecul a urcat până pe locul 1 în ierarhia americană Billboard Dance Music/Club Play, însă a câștigat doar treapta cu numărul 36 în ierarhia principală a revistei Billboard. Concomitent, „T-Shirt”, a activat și în listele muzicale din Canada, unde s-a clasat pe poziția 41, la șapte săptămâni de la debut. La scurt timp a fost lansată compoziția „Battle Cry”, inclusă pe o compilația Yes We Can: Voices Of A Grassroots Movement.
Deși primul single a beneficiat de clasări notabile, materialul pe care a fost inclus, Shontelligence, a înregistrat vânzări scăzute. Albumul a fost lansat pe data de 18 noiembrie 2008 în Statele Unite ale Americii, debutând la scurt timp în Billboard 200 pe treapta cu numărul 115. Concomitent, acesta a intrat în ierarhia celor mai bine vândute albume R&B, în ciuda faptului că discul abordează preponderent genul pop. Până la finele lunii decembrie 2008, discul se comericalizase în aproximativ 20.000 de exemplare în S.U.A.. În ciuda insuccesului de pe teritoriul american, casa de discuri a solistei a pornit campania de pormovarea a înregistrării „T-Shirt” într-o serie de țări europene. Compoziția s-a bucurat de clasări superioare celor obținute anterior, ocupând locul 6 în Regatul Unit și staționând în top 10 timp de patru săptămâni consecutive. Piesa s-a vândut în peste 600.000 de unități la nivel mondial. Acest lucru a determinat anunțarea unei date de lansare pentru materialul de proveniență al șlagărului. Întrucât Shontelle înregistrase cântecul „Stuck with Each Other” (o colaborare cu Akon) ce a fost inclus pe coloana sonoră a filmului Confessions of a Shopaholic, s-a decis lansarea acestei piese alături de o versiune reeditată a albumului. „Stuck with Each Other” a fost lansat în mai 2009 în Regatul Unit, devenind cel de-al doilea hit de top 40 al interpretei în această regiune.
Ultimul single al materialului în tara amintită, a fost „Battle Cry”, care a beneficiat și de un videoclip. Inițial, „Battle Cry” se dorea a fi lansat ca cel de-al doilea single al albumului, însă datorită numărului semnificativ de difuzări radio primite de „Stuck with Each Other”, s-a decis promovarea acestuia. Shontelle a declarat faptul că scopul cântecului este acela de a „uni oamenii”. Pentru a-și promova materialul Shontelligence în Irlanda și Regatul Unit, interpreta a cântat în deschiderea unor concerte susținute de Beyoncé și New Kids on The Block în aceste regiuni.

### 2009— prezent: «No Gravity»
Începând cu cea de-a doua jumătate a anului 2009 Shontelle a început înregistrările pentru următorul său material discografic de studio. Conform solistei, ea dorește să realizeze o serie de schimbări în stilul pe care îl va aborda. Primul disc single al album se anunța a fi „Licky (Under the Covers)”, premiera videoclipului materializându-se pe data de 14 ianuarie 2010. Cântecul a fost lansat în format digital în S.U.A. pe data de 15 decembrie 2009. Deși se dorea ca acesta să fie lansat în Europa, lansarea sa a fost anulată, el nemaigâsindu-se pe lista finală de compoziții incluse pe album. Ulterior, „Impossible” a beneficiat de o un videoclip și de o campanie de promovare, ce a culminat cu o interpretare a piesei în cadrul evenimentului NewNowNext Awards. Înregistrarea s-a bucurat de succes în majoritatea clasamentelor unde a activat, ocupând locul treisprezece în Billboard Hot 100 — un maxim atins de Shontelle — și treapta cu numărul cinci în Danemarca. De asemenea, „Impossible”, ce a fost aclamat de critica de specialitate, a devneit cel de-al doilea șlagăr de top 10 al artistei în Regatul Unit.
Albumul de proveniență, No Gravity, se dorea a fi lansat în luna aprilie a anului 2010, însă a fost decalat și promovat doar în septembrie. Al doilea extras pe single, „Perfect Nightmare”, a fost compus de Rodney „Darkchild” Jerkins și a fost trimis posturilor de radio americane cu câteva săptămâni înaintea publicării materialului de proveniență. De asemenea, în aceeași perioadă, Shontelle a colaborat cu formația britanică JLS la înregistrarea „Ay Mama”, inclusă pe cel de-al doilea album al grupului, Outta This World.

## Stilul muzical și influențe
Majoritatea cântecelor de pe albumul de debut al lui Shontelle se caracterizează printr-o fuziune de muzică R&B și muzică pop. Cu toate acestea, pe înregistrări precum „Roll It” se apelează la o serie de influențe de reggae, hip-hop sau electronica. Majoritatea pieselor incluse pe Shontelligence prezintă elemente specifice muzicii reggae, însă un stil la fel de proemintent este și cel folk. Izolat, Shontelle a apelat și la stilul gospel, acesta fiind prezent pe compoziții asemeni lui „Battle Cry”.
Percepția criticilor asupra materialului de debut a fost împărțită. Datorită originii sale, ea a fost des comparată cu interpreta Rihanna. Referitor la acest aspect, Alex Macpherson de la publicația britanică The Guardian susține faptul că „debutul său o dezvăluie ca fiind o propunere destul de diferită [față de Rihanna]”. Acceași părere este împărtășită și de Monica Cady de la Live Daily, aceasta felicitând și interpretarea solistei de-a lungul celor unsprezece piese. Associated Content felicită elementele de acustică folosite în înregistrările „T-Shirt” sau „Superwoman”, declarând și faptul că „Shontelligence reflectă faptul că Shontelle poate aborda mai multe genuri muzicale”. De asemenea, Associated Content felicită tema abordată de înregistrarea „Plastic People”, motivând prin faptul că „piesa prezintă un subiect interesant și diferit față de ce v-ați aștepta de la un artist debutant”.
Solista a declarat faptul că o admiră pe Missy Elliott, ea afirmând că dorește să devină o „versiune caraibeană” a sa. Interpreta a continuat spunând: „Missy este minunată pentru că ea poate cânta, face rap, dansa, scrie [cântece] și să compună. Vreau să fiu exact ca ea, ea le face pe toate”. Shontelle a mai declarat faptul că îl apreciază pe Stevie Wonder și ar dori să colaboreze cu artiști precum Alicia Keys, Beyoncé sau Lil Wayne.

## Discografie
Albume de studio
- Shontelligence (2008)
- No Gravity (2010)

Discuri single
| Anul | Single                  | Poziția maximă | Poziția maximă | Poziția maximă | Poziția maximă | Poziția maximă | Poziția maximă | Poziția maximă | Poziția maximă | Album          |
| Anul | Single                  | S.U.A.         | S.U.A. Pop     | S.U.A. Dance   | UK             | UK R&B         | IRL            | FLA            | EU             | Album          |
| ---- | ----------------------- | -------------- | -------------- | -------------- | -------------- | -------------- | -------------- | -------------- | -------------- | -------------- |
| 2008 | „T-Shirt”               | 36             | 21             | 1              | 6              | 1              | 26             | 57             | 25             | Shontelligence |
| 2008 | „Battle Cry”            | —              | —              | —              | 61             | —              | —              | —              | —              | Shontelligence |
| 2009 | „Stuck with Each Other” | —              | 64             | —              | 23             | 9              | —              | —              | 75             | Shontelligence |
| 2010 | „Impossible”            | 13             | 9              | —              | 9              | 3              | —              | 70             | 31             | No Gravity     |
| 2010 | „Perfect Nightmare”     | —              | —              | —              | —              | —              | —              | —              | —              | No Gravity     |